# Big Southern Butte
Der Big Southern Butte ist eine ca. 2300 m hohe Erhebung beim kleinen Ort Atomic City in der Snake River Plain im Bingham County im Südosten des US-amerikanischen Bundesstaats Idaho.

## Geologie
Der Berg besteht aus hartem und nur geringfügig verwittertem Rhyolith-Gestein und überragt die umliegende Ebene der Snake River Plain um ca. 750 m. Neben dem ca. 20 km (Luftlinie) östlich gelegenen Middle Butte und dem etwa 25 km Luftlinie (ca. 60 km Fahrtstrecke) entfernten East Butte gehört er zu den markanten Überresten der vor etwa 300.000 Jahren letztmals aktiven Vulkane im Gebiet der östlichen Rocky Mountains.

## Besteigung
Eine Pistenstraße führt bis knapp unterhalb des Gipfels.